# Dipartimento di La Viña
La Viña è un dipartimento argentino, situato nella parte centrale della provincia di Salta, con capoluogo La Viña.
Esso confina a nord con i dipartimenti di Chicoana e Capital; a est con quelli di Metán e Guachipas; a sud con il dipartimento di Cafayate e ad ovest con quello di San Carlos.
Secondo il censimento del 2010, su un territorio di 2.152 km², la popolazione ammontava a 7.435 abitanti, con un aumento demografico del 4% rispetto al censimento del 2001.
Il dipartimento, nel 2001, è suddiviso in 2 comuni (municipios):
- Coronel Moldes
- La Viña